# Alto José do Pinho
Alto José do Pinho é um bairro do Recife, capital do estado de Pernambuco, Brasil.
Pertencente à RPA3 , desmembrado do bairro de Casa Amarela, assumiu o status de bairro em 1988, através do decreto municipal 14.552.

## Demografia
População: 12.334 habitantes
Área: 41,5 hectares
Densidade demográfica: 298,4 hab./ha

## História
A ocupação do Alto José do Pinho começou no Século XIX, quando pessoas migrando do campo, à procura de melhores condições de vida e fugindo da seca, ali foram se instalando.
O Alto José do Pinho (Antigo Alto da Munguba) também foi tomado por trabalhadores da antiga Fábrica da Macaxeira, na década de 1940. Contam os moradores que o nome do bairro foi dado graças a um morador que vivia de alugéis, que construía casas e era pintor de paredes, de nome José Melo, conhecido por José do Pinho porque carregava e tocava um violão.
Em 1988, através do decreto 14.552, passou à condição de bairro.

## Cultura popular
Inicialmente com características rurais, foi formando uma cultura popular, com maracatus, reisados, blocos carnavalescos, de artes cênicas, grupos musicais e outras expressões populares. 
Ali se estabeleceu o Maracatu Nação Estrela Brilhante em 1995, vindo dos bairros de Campo Grande, Alto do Pascoal e Casa Amarela.
Ali também nasceram as bandas de rock Devotos do Ódio, Matalanamão, Faces do Subúrbio, III Mundo, A Ostenta, B.U. nas décadas de 80 e 90.
O Espaço Cultural Poesis é outro agente de integração da cultura do bairro. É conhecido nacional e internacionalmente, membro do Movimento de Teatro Popular de Pernambuco.